# David Steuss
David Steuss (geboren im 14. Jahrhundert; gestorben um 1387/1388, vermutlich in Wien) war ein bekannter Geldverleiher im Herzogtum Österreich in der zweiten Hälfte des 14. Jahrhunderts.

## Leben
David Steuss war Jude. Die Geldverleiherin Plume von Klosterneuburg (erste Hälfte des 14. Jahrhunderts) war seine Großmutter. Seine Eltern waren Abraham Hendl und Rachel Redl. Von seiner Ehefrau ist wenig bekannt. Mit ihr hatte er mehrere Kinder, darunter Jona, der die Wiener Gesera miterlebte, und Hansüß, die von 1388 bis 1410 urkundlich nachweislich ist.
David Steuss ist mit seinen wirtschaftlichen Tätigkeiten von 1348 bis 1380 urkundlich nachgewiesen. Er soll der reichste Mann unter der zu seiner Zeit in der Stadt Wien ansässigen jüdischen Bevölkerung gewesen sein. Steuss besaß in Wien mehrere Häuser. Er wohnte zunächst in der heutigen Jordangasse 1 und seit ca. 1372 auf Tuchlauben 19. Außerdem hatte er zeitweise auch Liegenschaften im heutigen Niederösterreich. Im August 1349 wird er als Besitzer eines Weingartens am Kahlenberg genannt.
David Steuss verlieh große Summen an mächtige Schuldner, darunter die Herzöge Rudolf IV. und Albrecht III., der Bischof von Brixen, der Bischof von Gurk und der Bischof von Regensburg, sowie weitere Adelige in Österreich, Landesfürsten und ihre Familien, Angehörige des Hochadels und Bürger der Stadt Wien. Zu seinen Besitztümern gehörten zwölf Häuser im Ghetto und er erhielt nicht zuletzt wegen seiner Bedeutsamkeit gemeinsam mit seiner Familie Sonderprivilegien zum Schutze seiner Person und um die Länder des Herzogtums ungehindert bereisen zu können. 
Nach den Wiener Annalen wurde er im Jahr 1383 auf Befehl von Herzog Albrecht III. von Österreich gefangen genommen und auf der Burg Mödling eingekerkert. Erst nach einer Zahlung von etwa 50 000 Pfund wurde er freigelassen.